# Mistr oltáře z Ortenbergu

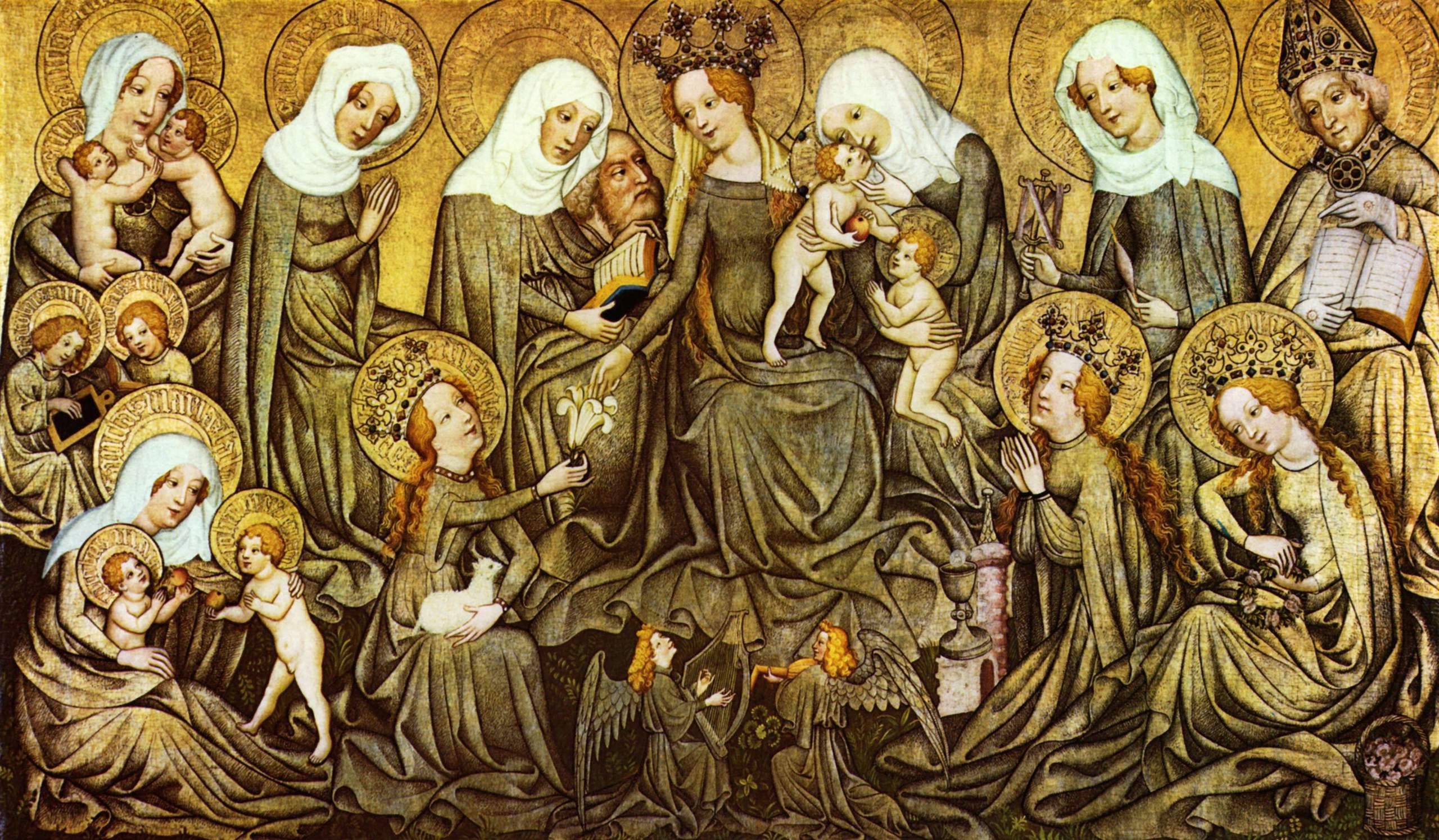
Mistr ortenberského oltáře: Svatá rodina (kolem 1425-1430)

 Mistr oltáře z Ortenbergu, též Mistr Svaté rodiny byl německý gotický malíř činný v první třetině 15. století, představitel pozdní fáze Krásného slohu. Je autorem oltáře v Ortenbergu v Hesensku.

## Život
Anonymní malíř, označovaný jako Mistr oltáře z Ortenbergu, byl činný ve středním Porýní a mohl pracovat v Mohuči. Z technologického rozboru malby se usuzuje, že měl spolupracovníky.

## Dílo
Třídílný Oltář z Ortenbergu pochází z doby kolem roku 1420. Jde o malbu temperou na plátně, připevněném na desce z dubového (nebo jedlového) dřeva, zlacenou plátkovým zlatem. Oltář se původně nacházel v kostele Panny Marie (Marienkirche) v Ortenbergu, postaveném v letech 1385 až 1450 (zde kopie), nyní je vystaven v Hessisches Landesmuseum, Darmstadt.
Oltář patří k mistrovským dílům porýnského umění z počátku 15. století. Centrální scéna (100 x 162 cm) zobrazuje příbuzenstvo Marie a Josefa s Ježíškem - sv. Annu, svaté panny (sv. Barbora, sv. Dorota) a malého Jana Křtitele. Na dalších deskách o rozměru 100 x 81 cm jsou scény Narození Ježíška (vlevo) a Klanění tří králů (vpravo). Jeden z králů na pravém křídlu oltáře je patrně český císař Zikmund Lucemburský.
Historik Michael Schroeder se domnívá, že postava představující krále Balthasara, je král Václav IV. Nalezl také shodnou kompozici na obrazu Nalezení pravého kříže od Mistra rajhradského oltáře a soudí, že malba je natolik odlišná od porýnského umění ze stejné doby, že se pravděpodobně jedná o českou práci z okruhu parléřovské hutě. Jako možného donátora oltáře uvádí probošta kostela St. Maria ad gradus (Mainz). Po roce 1314 pracovali na stavbě kláštera (Marienstift) v Mohuči čeští stavitelé, což dokládá vzájemné umělecké kontakty.

### Díla připisovaná autorovi a jeho dílně
- Oltář z Ortenbergu ( kolem 1420), Hessisches Landesmuseum, Darmstadt
- Klanění, Stiftsmuseum der Stadt Aschaffenburg[9]